# Гарднер, Джули
Джули Гарднер (Julie Gardner) — британский телепродюсер. Наиболее известная её работа — исполнительный продюсер возрожденного в 2005 году телесериала «Доктор Кто» и его спин-оффов «Торчвуд» и «Приключения Сары Джейн». Она работала над «Доктором Кто» с 2003 до 2009 года до переезда в Лос-Анджелес для работы на «BBC Worldwide».

## Ранняя жизнь
Гарднер родилась в городе Нит. Она посещала школу «Llangatwg Comprehensive» и колледж «Neath Port Talbot», где была отличницей с высшими оценками по английскому языку, истории и актёрскому мастерству. Она изучала английский в колледже Королевы Мэри, Лондонском университете. В колледже «Rhondda» она преподавала английский уровня Advanced, до тех пор, пока в середине 90-х годов не решила поработать в телеиндустрии.

## Карьера на телевидении
Её первой профессией на телевидении стала работа секретаря продюсера телесериала ВВС «Наши друзья на севере» (в главной роли Кристофер Экклстон). Затем она стала сценаристом в таких сериалах, как «Безмолвный свидетель» и «Мистерии Миссис Брэдли».
В 2000 году Гарднер начала работать как продюсер на «London Weekend Television». Там она спродюсировала фильмы «Я и миссис Джонс» и обновленную версию «Отелло», написанную Эндрю Дэвисом (в главных ролях Эмонн Уолкер и Кристофер Экклстон). Во время работы на LWT Гарднер начала работать с продюсером Расселлом Ти Дейвисом над драмой «Казанова».
В 2003 году Джули вернулась на BBC. Первой её задачей было возглавить возрождения сериала «Доктор Кто». Гарднер немедленно заключила контракт с Дэвисом, который как раз думал над продюсированием и написанием «Доктора Кто». Они начали работать над возвращением программы на экраны Великобритании. Новые серии «Доктора Кто» вышли в марте 2005 года.
Гарднер была представителем BBC во время производства романтической комедии «Девушка в кафе» (2005), написанной Ричардом Кёртисом. Другие её работы : «33 мая» (2004); «Отец» (2005); «Дело Чаттерлей» (2006) и сериал «Жизнь на Марсе» (2006—2007).
Гарднер и Дэвис также создали два спин-оффа Доктора Кто — «Торчвуд», предназначенный для взрослых, и «Приключения Сары Джейн», ориентированный на детей, в отличие от «Доктора Кто», который предназначен для семейного просмотра.
Гарднер получила признание за расцвет драмы в Уэльсе; в 2007 году кардиффский сценарист Эндрю Дэвис назвал её «лучшим, что когда-либо случалось с уэльской драмой».
В марте 2009 года было объявлено, что Гарднер хочет присоединиться к «BBC Worldwide America» в Лос-Анджелесе, как исполнительный продюсер, отвечающий за сценарий проектов.
Имеет ребёнка от звукорежиссёра телесериала «Доктор Кто» Джулиана Говарта.